# 알레그리아스
알레그리아스(Alegrías)는 스페인의 안달루시아 지방의 춤곡이다. 플라멩코 춤곡에 속한다. 12개 비트로 구성된 리듬을 지니고 있는 음악 형태이다. 비트 강조는 다음을 따른다: 1 2 [3] 4 5 [6] 7 [8] 9 [10] 11 [12]. 특유한 악센트를 가진 3박자의 경쾌한 것으로서, 노래를 동반하는 경우가 많다.